# جيف كينغ (لاعب كرة قدم)
جيف كينغ (بالإنجليزية: Jeff King)‏ هو مدرب كرة قدم ولاعب كرة قدم بريطاني، ولد في القرن 20. لعب مع كانفي آيلاند.